# پایگاه هوایی سیورسکی
پایگاه هوایی سیورسکی (به انگلیسی: Siversky (air base)) یک فرودگاه نظامی است که یک باند فرود بتن دارد و طول باند آن ۲۵۰۰ متر است. این فرودگاه در کشور روسیه قرار دارد و در ارتفاع ۱۰۴ متری از سطح دریا واقع شده است.